# Annekatrin Thiele
Annekatrin Thiele (Sangerhausen, 18 d'octubre de 1984) és una remera alemanya. Va competir en els Jocs Olímpics de Pequín 2008, on va guanyar una medalla de plata en doble scull al costat de la seva companya Christiane Huth. En els Jocs Olímpics de Londres 2012, va obtenir novament la medalla de plata, encara que en aquesta ocasió en l'especialitat de quatre scull. També ha guanyat en dues ocasions el Campionat Mundial de Rem, en ambdues ocasions en el quadre scull.